# Сержант

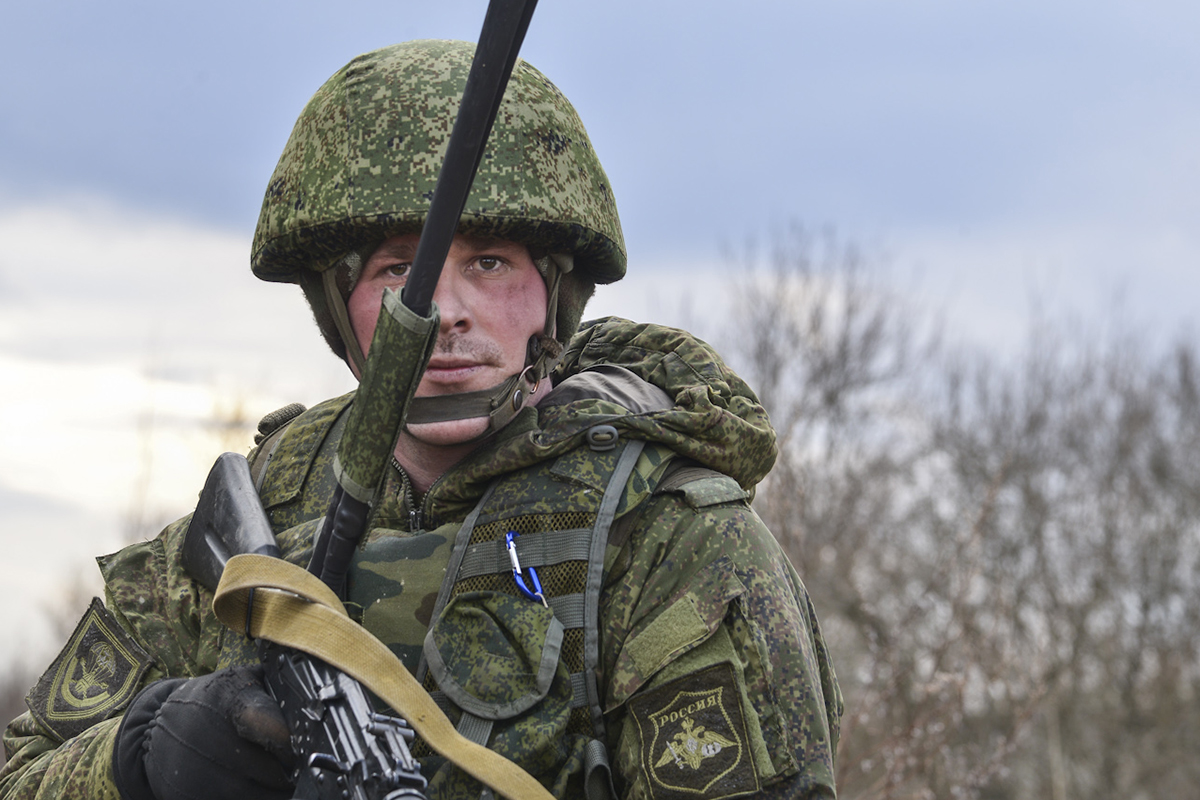
Сержант ВС РФ в Псковской области в ходе совместных российско-белорусских учений

Сержа́нт (фр. sergent, от лат. serviens — служащий) — чин, воинское звание солдата (наёмника) младшего командного (унтер-офицерского) состава вооружённых сил многих государств мира.
Во Франции и Германии сержанты занимали среднее место между фельдфебелем и капралом. В России со времён Российской империи обозначается тремя горизонтальными лычками или поперечными полосками на погоне.
Весной 2019 года в войсках вооружённых сил Российской Федерации появляется новая должность (не звание) — главный сержант. На эту должность будут выбираться лица сержантского состава подразделения.

## История

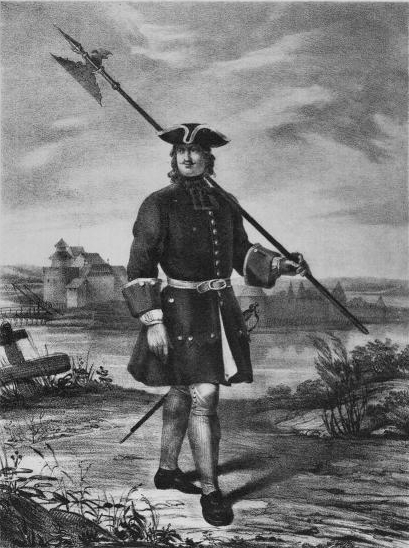
Сержант Пехотного полка Русской армии, с 1700 по 1720 год..

Первые упоминания о сержантах относятся к началу XI века, в Англии в те времена сержантами называли особый социальный слой землевладельцев, державших свои участки под условием исполнения определённой службы королю (см. Сержантерия).
В XII веке в Англии сержантами (Serjeant-at-Arms) также называли служащих, выполнявших полицейские функции.
В регулярной армии звание сержант впервые появилось в XV веке во Франции, а затем в германских и английских армиях. Во французской армии это звание длительное время присваивалось военнослужащим, не имевшим права на получение офицерского патента, но исполнявшим обязанности офицеров (своего рода аналог портупей-прапорщика в русской армии).
В средние века в западноевропейских наёмных и постоянных войсках существовали несколько градаций сержантов:
1. при отделении (капрал / младший сержант)
2. при взводе (сержант)
3. при роте (мастер-сержант / старший сержант);
4. при батальоне либо эскадроне (штаб-сержант / вахмистр);
5. при полковом командире (штаб-трубач в звании сержант-майор, превратившийся потом в майора), (в некоторых современных армиях данное звание сохранилось и является эквивалентом старшины (фельдфебеля) или прапорщика);
6. при главнокомандующем (генерал-сержант-майор, переименованный впоследствии в дежурного генерал-майора).

## Сержанты в ВС Российской империи

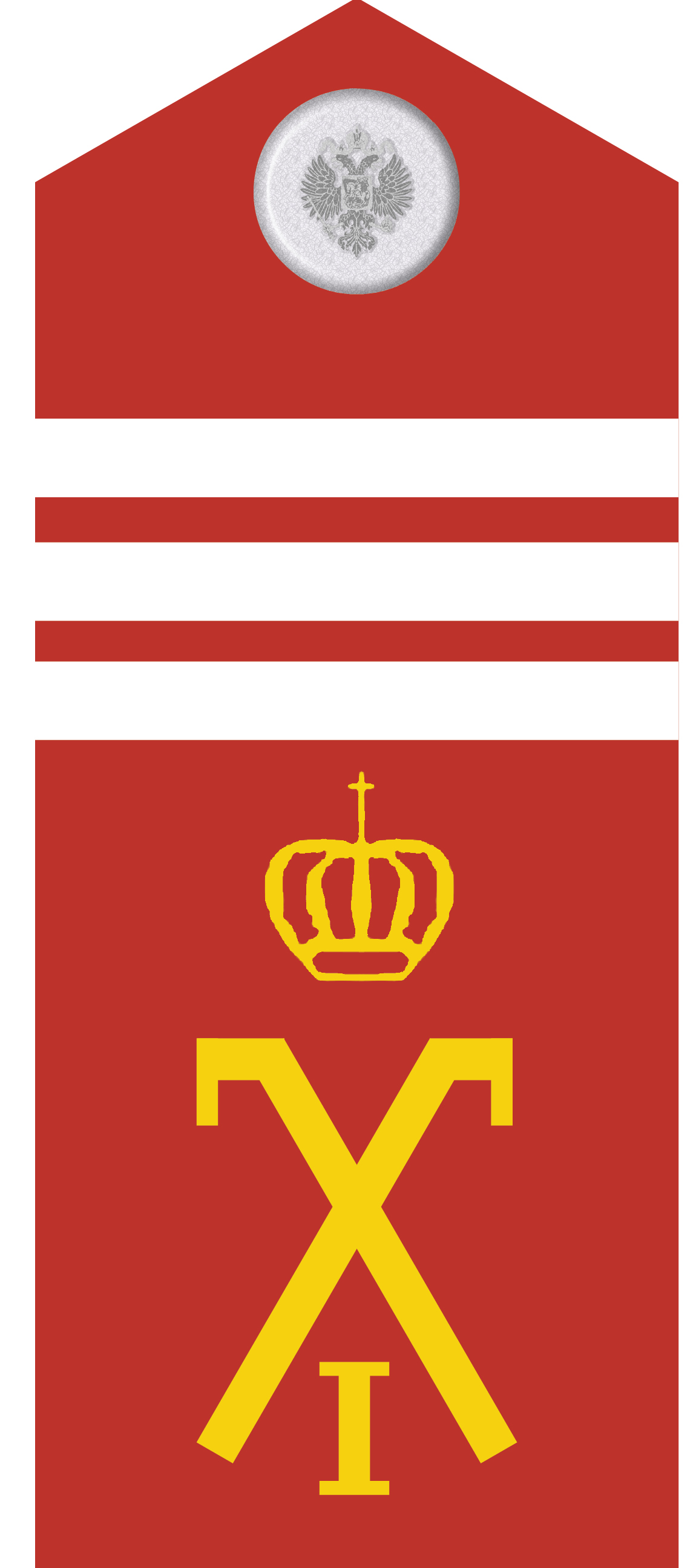
Погон старшего унтер-офицера Невского 1-го пехотного полка.

В Российской империи чин сержанта введён в XVIII веке в полках «нового строя»; в русской регулярной армии существовал в период 1716—1798 годов. Среди начальников из низших чинов первое место занимали в роте два сержанта — подпрапорщик и каптенармус, которым было «очень много дела в роте»; подпрапорщик имел своей задачей заменять при знамени прапорщика, каптенармус заведовал оружием и амуницией. При Императоре Павле I вместо чинов сержанта и старшего сержанта были введены, соответственно, чины старшего унтер-офицера и фельдфебеля, просуществовавшие в России до 1917 года, а затем существовавшие в Белой армии.

## Сержанты в ВС СССР и Российской Федерации
В Советском Союзе воинское (специальное) звание сержанта введено приказом народного комиссара обороны от 2 ноября 1940 года. Присваивается: курсантам, закончившим обучение в учебных частях по программе подготовки сержантов с отметками «отлично»; младшим сержантам, достойным присвоения очередного воинского звания и назначенным на должности, для которых штатами предусмотрены звания сержанта или при увольнении в запас. Штатная должность — командир отделения, танка, боевой машины (в историческом контексте по должности соответствует капралу русской армии до 1798 года, младшему унтер-офицеру 1798—1917 годов).

### Комплектование сержантского состава в ВС СССР
В связи с тем, что советская военная доктрина основывалась в том числе и на всеобщей воинской повинности, главной задачей которой было обеспечение максимально большего охвата мужского населения СССР в обучении военному делу, в ВС СССР возникла собственная система подготовки сержантского состава, в корне отличавшаяся от принятой в армиях вероятного противника.

Главной её особенностью являлось то, что сержантский состав не был профессиональным, то есть не состоял из числа кадровых военных, а набирался из числа военнослужащих срочной службы. По замыслу военного руководства, это резко повышало мобилизационные резервы в случае крупномасштабной войны, позволяя быстро разворачивать дополнительные дивизии, которые комплектовались бы военнослужащими рядового, сержантского и офицерского состава, призванными из запаса.

Подобный подход был опробован на практике в декабре 1979 года, когда за короткий период в две недели из военнослужащих запаса была создана крупная армейская группировка, введённая в Афганистан:

Ввод войск на территорию Афганистана 6:

«…В ходе создания группировки войск было развернуто около 100 соединений, частей и учреждений. Из запаса на укомплектование войск призвано более 50 тысяч офицеров, сержантов и солдат…»
Постоянный профессиональный сержантский состав не позволяет повышать мобилизационный резерв младших командиров — 
Пора начать создавать институт профессиональных младших командиров 15:

«…Контрактная армия, например, не способна к длительным боевым действиям. Английская наёмная армия, высадившись в Крыму во время Крымской войны и потеряв в первых боях большую часть личного состава, не смогла восстановить свой кадровый состав и потерпела фактическое поражение. То же случилось и в 1870 г. с кадровой 250-тыс. французской армией, потерпевшей поражение от Пруссии под Седаном. Не имевшая кадровых унтер-офицеров, набранная вновь французская армия не смогла воевать…»
С другой стороны, серьёзным недостатком сержантского состава из военнослужащих срочной службы считается низкий уровень подготовки, связанный с недостаточностью времени на его подготовку: 
Пора начать создавать институт профессиональных младших командиров 15:

«…То есть и впредь две трети сержантов предполагается „выпускать“ проверенным „дедовским“ способом, то есть за четыре месяца. Не стоит доказывать, что за это время невозможно подготовить сержанта, которому можно доверить танки стоимостью более одного миллиона долларов и обучение экипажа. Поскольку ни в СССР, ни в нынешней России не подсчитывали, сколько времени необходимо для подготовки сержанта — специалиста Сухопутных войск, то сошлюсь на американские данные. В США рассчитали, что на подготовку сержанта Сухопутных войск потребуется не менее пяти лет…»
К началу 1990-х годов в ВС СССР сложилась отработанная система комплектования сержантского состава из военнослужащих срочной службы.

Одновременно существовали два подхода.

Первый подход — Учебный. Это прохождение службы в учебных подразделениях по подготовке младших командиров и военных специалистов. В просторечье подобные учебные подразделения назывались «сержантскими учебками» или «сержантскими школами». Учебный период длился в них 4,5—5 месяцев. На весь этот период, по аналогии с высшими военными учебными заведениями, обучаемый рядовой состав назначался на должность курсант. По окончании учебного периода окончившим его военнослужащим, в зависимости от успеваемости в различных видах боевой подготовки, присваивались звания младший сержант либо сержант, после чего их распределяли по воинским частям. Для каждого рода войск существовали учебные дивизии, полки и батальоны.

К примеру, младших командиров для ВДВ готовили в 44-й учебной воздушно-десантной дивизии Прибалтийского военного округа.1 

Для артиллерийских войск — в 20-й учебной артиллерийской дивизии Московского военного округа, готовившей сержантов-артиллеристов для всех Вооружённых Сил СССР, ежегодно отправлявшей в войска по 8 тысяч младших специалистов.2

Для танковых и мотострелковых войск — учебные дивизии были практически в каждом военном округе. 7 8

Для медицинской службы — учебные медсанбаты, как правило, при учебных танковых и мотострелковых дивизиях. Например, в Тедженском учебном медсанбате при 127-м гвардейском танковом полку КТуркВО.

Во внутренних войсках МВД СССР также были свои учебные полки и батальоны, готовившие сержантов. К примеру, в Дивизии внутренних войск имени Дзержинского подобным подразделением являлся 60-й учебный полк. 9

В пограничных войсках КГБ СССР подготовка сержантского состава проводилась в Багратионовском учебном пограничном отряде, дислоцированном в городе Багратионовск и в Озёрском учебном пограничном отряде, дислоцированном в городе Озёрск, входивших в состав Краснознамённого Прибалтийского пограничного округа, а также в школах сержантского состава (ШСС), имевшихся в штатных структурах всех пограничных округов.10 11
Для железнодорожных войск подготовка сержантского состава проводилась в 1-м отдельном учебном железнодорожном полку имени Ленинского комсомола, дислоцированном в посёлке Загорянский Московской области и в 16-м отдельном учебном железнодорожном полку, дислоцированном в пос. Мулино Нижегородской области.13 14 (недоступная ссылка)
Подготовка сержантского состава строительных войск (военно-строительных формирований) проходила в МВО в/ч 02154, дислоцированной в г.Солнечногорск  (недоступная ссылка)

Второй подход — Выдвижение. Подобная традиция в ВС СССР берёт начало ещё со времён Великой Отечественной войны:

Комплектование Советской (Красной) Армии 12:

«…Комплектование сержантским составом производилось присвоением сержантских званий умелым и проявивших себя солдатам…» 
Непосредственно в войсках, командир роты/батареи имел возможность предоставления кандидатуры на получение звания младший сержант подчинённому рядовому/ефрейтору, отслужившему более одного года. Кандидат отбирался из числа военнослужащих по следующим критериям — исполнительность, отсутствие служебных взысканий, образцовое несение воинской службы, успехи в боевой и политической подготовке, наличие высшего или среднетехнического образования. Нередко практиковалось присвоение звания младший сержант, минуя прохождение службы в звании ефрейтора. Кандидатура утверждалась командованием батальона/дивизиона и только после соответствующего приказа командира полка/бригады, военнослужащему присваивалось сержантское звание. При таком подходе присуждение сержантских званий обычно приурочивалось к очередному советскому государственному празднику — так называемые «праздничные приказы» (23 Февраля, День Победы, Годовщина Октябрьской Революции, 1 Мая и так далее) либо к празднику, отмечаемому в ВС СССР (День Войск Связи, День Военно-Морского Флота, День Пограничных Войск, День ВДВ и так далее). Также «праздничными приказами» осуществлялось присвоение очередного сержантского звания вплоть до высшего сержантского звания старшины/главного корабельного старшины. Указанное звание могло присуждаться приказом только с уровня командира дивизии/соединения.17

В ВС СССР военнослужащий срочной службы в сержантском/старшинском звании необязательно занимал должность младшего командира (командир отделения, заместитель командира взвода, командир танка, командир расчёта орудия и так далее). Существовало множество позиций младших военно-технических специалистов в штатно-должностных распорядках подразделений в войсках ПВО, войсках связи, ВМФ, радиотехнических войсках, артиллерийских войсках. Это операторы вычислительных комплексов, операторы РЛС, номера расчётов пусковых установок ПВО, операторы ПТУРС, операторы узлов связи, номера артиллерийских расчётов орудий большого калибра, кладовщик (в ВМФ — баталер), санитарный инструктор роты/батареи и так далее.17 18 Их полагалось занимать военнослужащим в сержантском звании, закончивших учебные подразделения. В подобных случаях доля сержантского состава могла быть сопоставима с долей военнослужащих в звании рядового/матроса.

Примеры знаков сержанта, НАТО эквивалент OP-6a
Петличный знак сержанта РККА (с 1940 по 1943 г.)
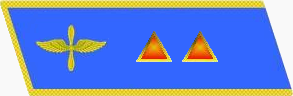
Петлица сержанта BBC РККА (с 1940 по 1943 г.)
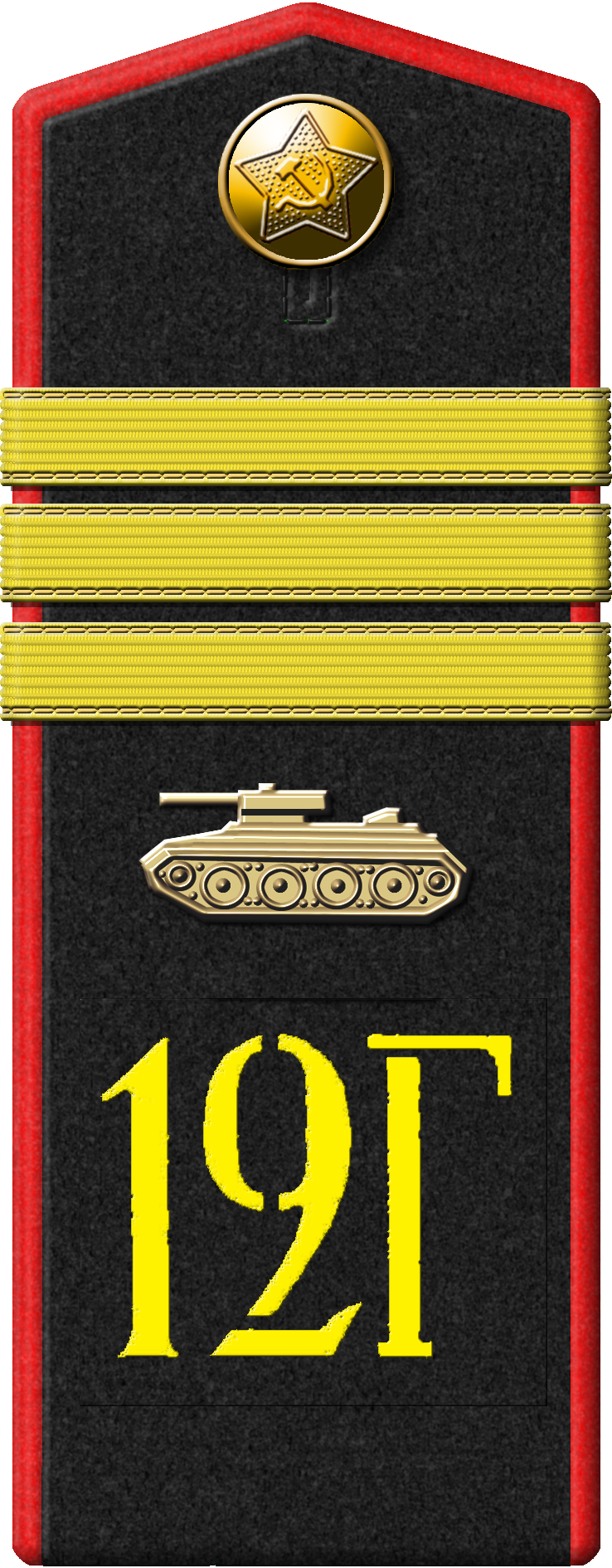
Погон сержанта ТВ РККА, ВС СССР, 1943 год.
Погон сержанта МСВ СА
Погон сержанта ВВС, авиации ПВО, ВДВ СА
Погон СВ
Погон ВКС
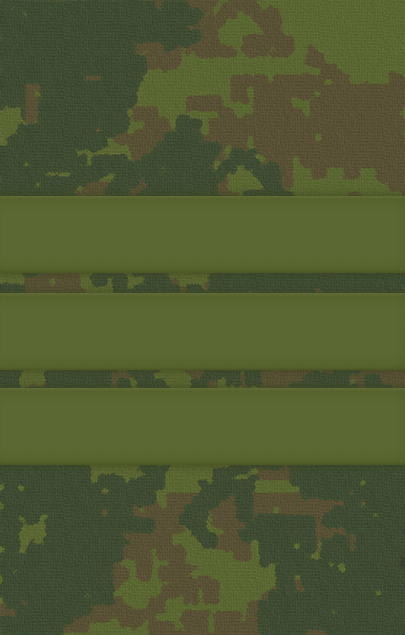
Cержант ВС РФ, погон к полевой форме одежды

Примечание
- ОР — обозначает звание сержантского состава на основе определённого Рангового кода НАТО[англ.] — англ. Other (enlisted) Ranks (OR)[4]

## Сержанты в США
| Класс             | E-9                        | E-9                    | E-9            | E-8            | E-8             | E-7                    | E-6            | E-5      |
| Код НАТО          | OR-9                       | OR-9                   | OR-9           | OR-8           | OR-8            | OR-7                   | OR-6           | OR-5     |
| Шеврон            |                            |                        |                |                |                 |                        |                |          |
| Звание            | Sergeant Major of the Army | Command Sergeant Major | Sergeant Major | First Sergeant | Master Sergeant | Sergeant First Class   | Staff Sergeant | Sergeant |
| Аббревиатура      | SMA                        | CSM                    | SGM            | 1SG            | MSG             | SFC                    | SSG            | SGT      |
| Звание на русском | сержант-майор армии        | команд-сержант-майор   | сержант-майор  | первый сержант | мастер-сержант  | сержант первого класса | штаб-сержант   | сержант  |

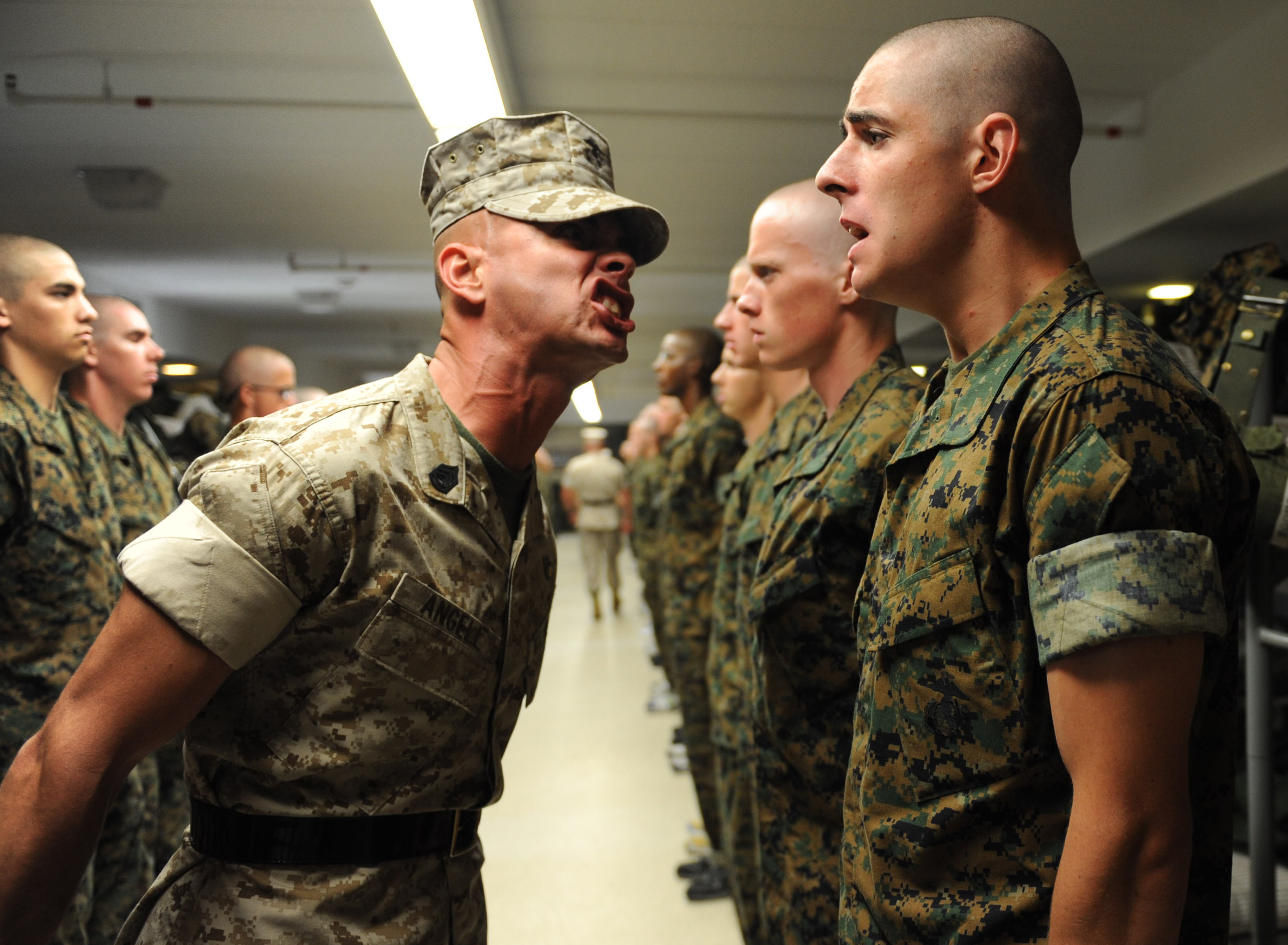
Сержант морской пехоты США инструктирует молодых курсантов.

В армии США военное руководство рассматривает кадровую политику по формированию сержантского корпуса ВС как важнейшую составную часть военного строительства, имеющую целью обеспечить потребности всех видов войск в высокопрофессиональном обученном сержантском составе. Для сержантского корпуса американской армии характерно наличие различных профессий, званий, национальностей.
В армии США имеются советы сержантов рот, батальонов, полков, бригад, баз, дивизий, командований. Именно советы сержантов — первая и последняя инстанция, которая определяет достойность кандидатуры определённого рядового на право получения сержантского звания.
После 1-2 лет службы отбираются лидеры из солдат. Решением совета сержантов роты направляют на обучение, и после полугодичного обучения новоиспеченный сержант возвращается в свою роту взводным сержантом. Через три—четыре года на совете сержантов батальона рекомендуют отправить на обучение лучшего из взводных сержантов, и после восьмимесячного обучения он возвращается ротным сержантом вновь в свою часть.
Сержанты в армии США (на 2010 г.) составляют около 40 % от общей численности ВС: из более чем 1371 тыс. военнослужащих армии США 547 тыс. представляют американские сержанты. Из них: 241.5 тыс. — сержанты, 168 тыс. — штаб-сержанты, 100 тыс. — сержанты 1 класса, 26.9 тыс. — мастер-сержанты, 10.6 тыс. — сержант-майоры. Профессионализм таков, что сержанты-инструктора обучают не только солдат, но и вторых лейтенантов, которые не проходили действительную военную службу.
Все сержанты делятся на две деловые категории: строевых сержантов и технических специалистов.
С июля 1966 года введена сержантская должность советника начальника штаба США, который обязан давать советы Министру обороны и Начальнику штаба армии. Главный сержант армии США координирует и контролирует деятельность главных сержантов нижестоящих штабов.
Обучение сержантов армии США производится в 27 сержантских училищах. Главное из них — училище, готовящее главных сержантов, в форте Блисс в штате Техас, где в течение года обучаются 470 слушателей, из них 50 слушателей — представители национальной гвардии США. Курс обучения включает: проблемы человеческих отношений, проблемы руководства, доктрину воздушно-наземного боя, сбережение ресурсов, принципы национальной безопасности, тактику, основы руководства военным коллективом, основной и повышенные курсы подготовки сержантского состава.
Очередное воинское звания сержанта зависит от образовательного уровня. При этом определён первоначальный курс — для сержанта — четырёхлетний срок службы, из которых не менее 1-2 лет солдатом; основной курс — для штаб-сержанта — 7 лет службы; повышенный курс — для сержанта первого класса — 12 лет службы; и курс главного сержанта — для получения звания «главный сержант» — 21 год службы. Требования для представления к сержантскому званию, очередному сержантскому званию в корпусе морской пехоты, сухопутных войсках и военно-морских силах США несколько различаются.
В каждой американской части имеется свой сержант-майор, являющийся прямым начальником всех сержантов данной части. В каждой казарме висят три портрета: министра обороны, главкома рода войск и сержанта рода войск.

## Сержанты в Казахстане

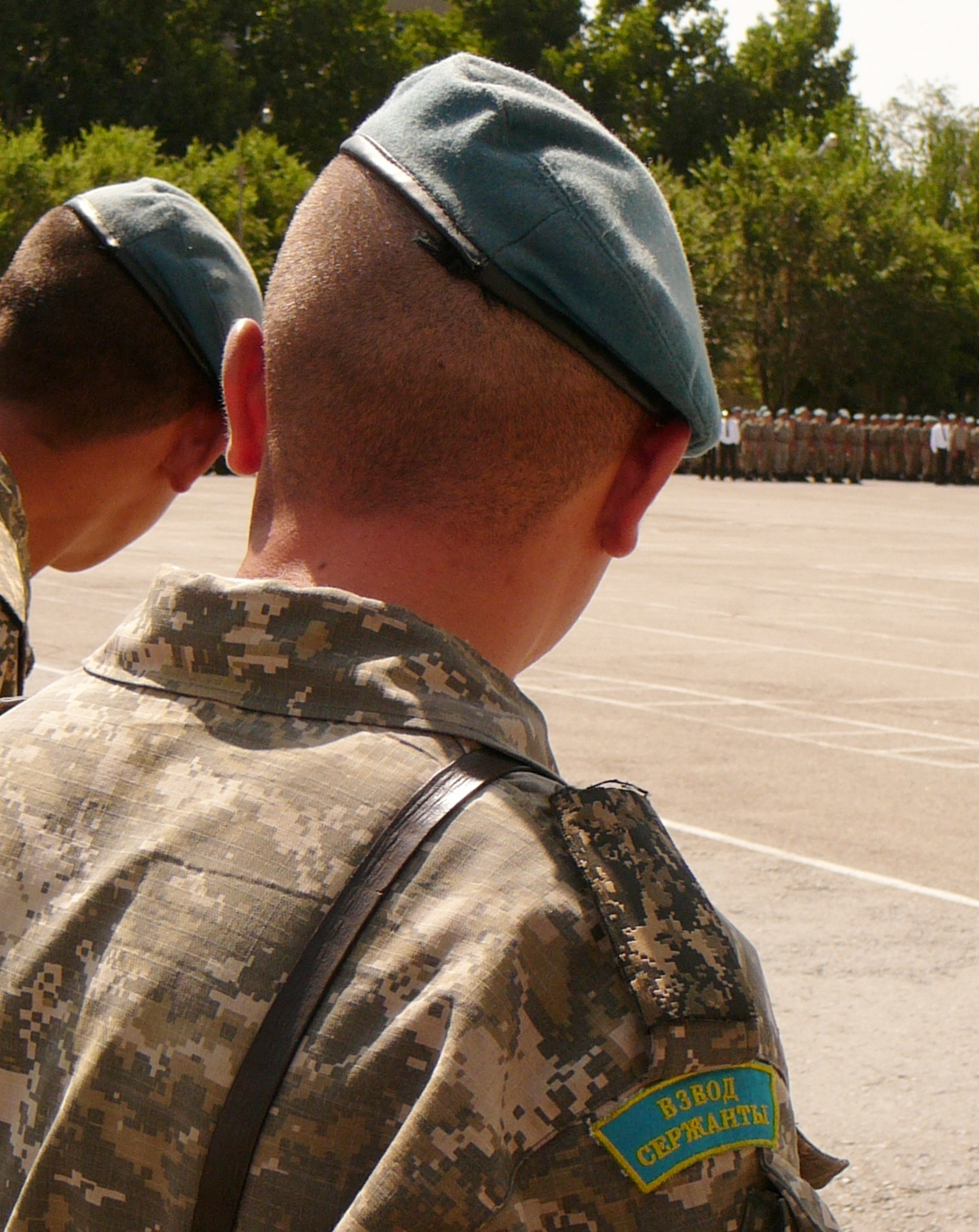
Сержант ВС РК. Текст на нарукавной нашивке— взвод сержанты (сержант взвода)

Начиная с 1998 года в Вооружённых силах Республики Казахстан проводится реформа по созданию профессионального сержантского состава. В казахстанской армии принят институт сержантов, во многом схожий с системой, практикующейся в армии США. В подразделении всех уровней введена штатная должность заместителя командира по работе с сержантским составом. Начиная с должности сержанта взвода (он же и заместитель командира взвода) и далее — сержант роты — сержант батальона — сержант полка/бригады — сержант дивизии/базы — сержант округа /рода войск — сержант Генерального Штаба/сержант Министерства Обороны.
На данный момент все сержанты в казахстанской армии являются контрактниками, прошедшими обучение в Кадетском Корпусе МО РК имени Шокана Валиханова, расположенного в городе Щучинск Акмолинской области.

## Знаки различия в других ВС

Нашивка сержанта армии Шри-Ланки